# .in
.in là tên miền quốc gia cấp cao nhất (ccTLD) của Ấn Độ. Điều hành bởi INRegistry dưới thẩm quyền của NIXI, Trao đổi Internet Quốc gia Ấn Độ. INRegistry được chỉ định bởi chính phủ Ấn Độ.
Đến năm 2005, chính sách thoải mái hóa trong đăng ký tên miền .in cho phép việc đăng ký tên miền cấp 2 không giới hạn. Việc đăng ký không giới hạn với những khu vực đã tồn tại trước đây cũng được cho phép:
- .in (cho mọi người, dùng cho công ty, cá nhân, và tổ chức ở Ấn Độ
- .co.in (dành cho ngân hàng, công ty đã đăng ký, và thương hiệu)
- .firm.in (dành cho cửa hàng, hội đoàn, văn phòng đại diện, độc quyền)
- .net.in (dành cho những nhà cung cấp dịch vụ Internet)
- .org.in (dành cho tổ chức phi lợi nhuận)
- .gen.in (dành cho việc sử dụng chung chung khác)
- .ind.in (dành cho cá nhân)

Sau khu vực sau được dự trữ để sử dụng cho các tổ chức được chứng nhận ở Ấn Độ:
- .ac.in (cơ quan học thuật)
- .edu.in (cơ quan giáo dục)
- .res.in (Cơ quan nghiên cứu Ấn Độ)
- .ernet.in (cơ quan nghiên cứu giáo dục Ấn Độ)
- .gov.in (chính phủ Ấn Độ)
- .mil.in (quân đội Ấn Độ)

Trước khi có chính sách cởi mở hơn về tên miền.in, chỉ có 7000 tên được đăng ký từ năm 1992 đến 2004. Đến cuối năm 2006, con số đó đã tăng lên trên 200.000, với các tên đăng ký bởi người dùng ở khắp 150 nước. Khoảng 80% người đăng ký ở Ấn Độ, Đức, và Hoa Kỳ.
Tên miền .nic.in được dự trữ cho Trung tâm Tin học Quốc gia, nhưng trên thực tế phần lớn các cơ quan chính phủ ở Ấn Độ kết thúc với .nic.in.
Do tính phổ biến của từ "in" trong tiếng Anh, tiếng Đức và các thứ tiếng khác, và sự phổ biến của các từ kết thúc bằng "in", tên miền.in đã phổ biến trong việc tạo ra lách tên miền. Một số ví dụ là http://adm.in (admin), http://einste.in (Einstein) and http://doma.in/ Lưu trữ ngày 13 tháng 7 năm 2007 tại Wayback Machine